# Spazio convesso

Un'illustrazione di uno spazio metrico complesso.

In matematica, gli spazi metrici convessi sono, intuitivamente, spazi metrici con la proprietà che qualsiasi "segmento" che unisce due punti in quello spazio ha altri punti al suo interno oltre ai punti estremi. 
Formalmente, si consideri uno spazio metrico (X,d) e siano x e y due punti in X. Si dice che un punto z in X è tra x e y se tutti e tre i punti  sono distinti, e
{\displaystyle d(x,z)+d(z,y)=d(x,y),}
cioè, la disuguaglianza triangolare diventa un'uguaglianza. Uno spazio metrico convesso è uno spazio metrico (X,d) tale che, per due qualsiasi punti distinti x e y in X, esiste un terzo punto z in X che giace tra x e y.
La convessità metrica:
- non implica la convessità nel senso usuale per i sottoinsiemi dello spazio euclideo (si veda l'esempio dei numeri razionali)
- non implica la connessione per traiettorie  (si veda di nuovo l'esempio dei numeri razionali)
- non implica la convessità geodetica per le varietà riemanniane (si consideri, ad esempio, il piano euclideo con un disco chiuso rimosso).

## Esempi
- Gli spazi euclidei, cioè, l'usuale spazio tridimensionale e i suoi analoghi per le altre dimensioni, sono spazi metrici convessi. Dati due qualsiasi punti distinti {\displaystyle x} e {\displaystyle y} in tale spazio, l'insieme di tutti i punti {\displaystyle z} che soddisfano la suddetta "disuguaglianza triangolare" forma il segmento tra {\displaystyle x} e {\displaystyle y,} che ha sempre altri punti eccetto {\displaystyle x} and {\displaystyle y:} infatti, esso ha un continuum di punti.

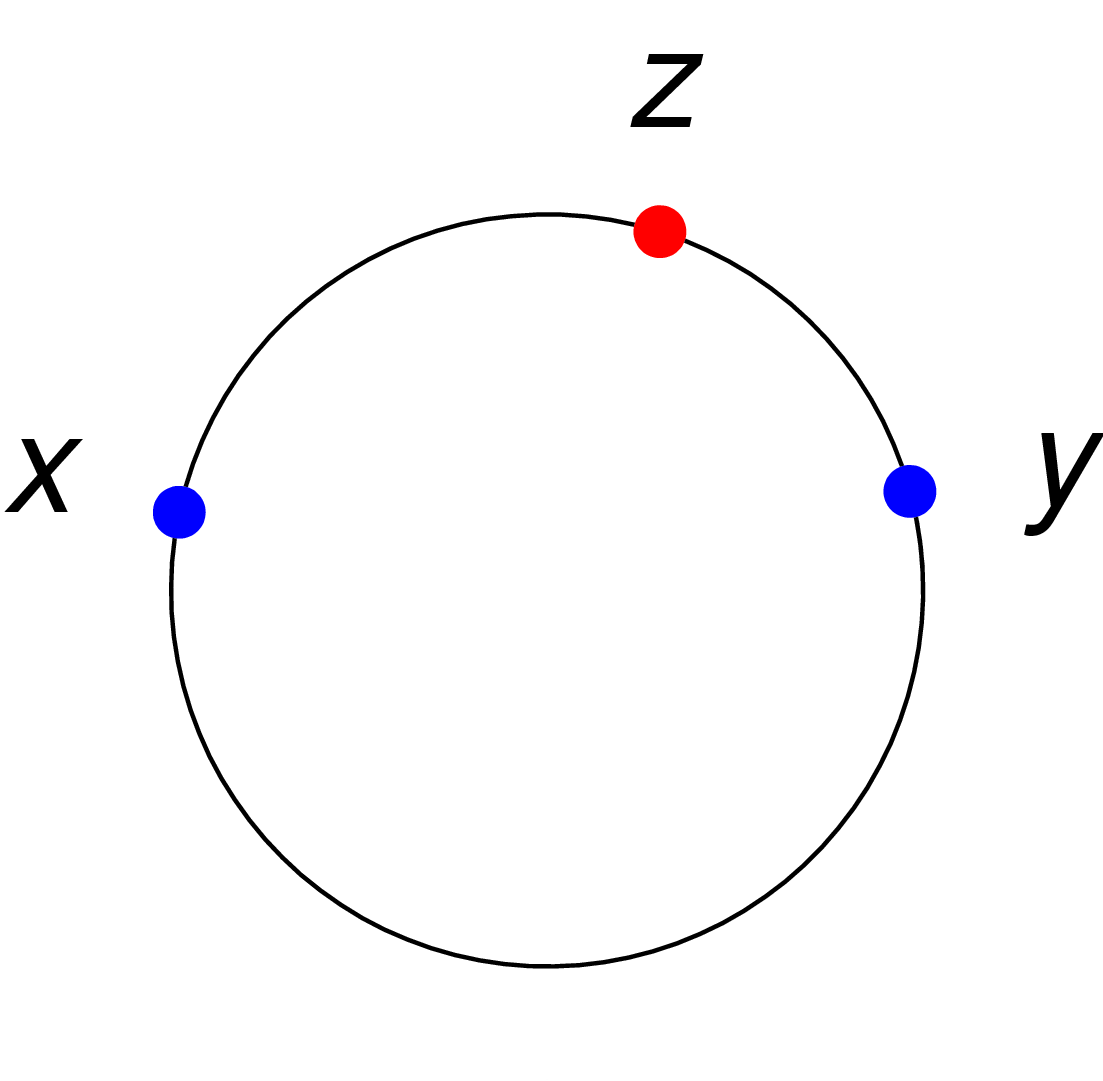
Un cerchio come spazio metrico convesso.

- Qualsiasi insieme convesso in uno spazio euclideo è uno spazio metrico convesso con la norma euclidea indotta. Per gli insiemi chiusi è anche vero il contrario: se un sottoinsieme chiuso di uno spazio euclideo insieme alla distanza indotta è uno spazio metrico convesso, allora esso è un insieme convesso (questo è un caso particolare di una proposizione più generale che sarà discussa più avanti).
- Un cerchio è uno spazio metrico convesso, se la distanza tra due punti è definita come la lunghezza dell'arco più breve sul cerchio che li collega.

## Segmenti metrici
Sia {\displaystyle (X,d)} uno spazio metrico (che non è necessariamente convesso). Un sottoinsieme {\displaystyle S} di {\displaystyle X} è chiamato segmento metrico tra due punti distinti {\displaystyle x} e {\displaystyle y} in {\displaystyle X,} se esiste un intervallo chiuso {\displaystyle [a,b]} sulla retta reale e un'isometria
{\displaystyle \gamma :[a,b]\to X,}
tale che {\displaystyle \gamma ([a,b])=S,} {\displaystyle \gamma (a)=x} e {\displaystyle \gamma (b)=y.}
È chiaro che qualsiasi punto in tale segmento metrico {\displaystyle S} eccetto i "punti estremi" {\displaystyle x} e {\displaystyle y} è tra {\displaystyle x} e {\displaystyle y.} Come tale, se uno spazio metrico {\displaystyle (X,d)} ammette segmenti metrici tra due qualsiasi punti distinti nello spazio, allora è uno spazio metrico convesso. 
In generale, non è vero il contrario. I numeri razionali formano uno spazio metrico convesso con la solita distanza, ma non esiste alcun segmento collegante due numeri razionali che sia formato solo da numeri razionali. Se tuttavia {\displaystyle (X,d)} è uno spazio metrico convesso e, in aggiunta, è completo, si può provare che per due qualsiasi punti {\displaystyle x\neq y} in {\displaystyle X} esiste un segmento metrico che li collega (che non è necessariamente unico).

## Spazi metrici convessi e insiemi convessi
Come accennato nella sezione degli esempi, i sottoinsiemi degli spazi euclidei sono spazi metrici convessi se e solo se sono insiemi convessi. È allora naturale pensare agli spazi metrici convessi come la generalizzazione della nozione di convessità al di là degli spazi euclidei, con gli usuali segmenti lineari sostituiti da segmenti metrici. 
È importante notare, tuttavia, che la convessità metrica definita in questo modo non ha una delle più importanti proprietà degli insiemi convessi euclidei, quella che l'interserzione di due insiemi convessi è convessa. In realtà, come menzionato nella sezione degli esempi, un cerchio, con la distanza tra due punti misurata lungo l'arco più breve che li collega, è uno spazio metrico convesso (completo). Ma, se {\displaystyle x} e {\displaystyle y} sono due punti su un cerchio diametralmente opposti l'uno all'altro, esistono due segmenti metrici (i due archi in cui questi punti dividono il cerchio), e quei due archi sono  metricamente convessi, ma la loro intersezione è l'insieme {\displaystyle \{x,y\}} che non è metricamente convesso.